# 車内人身事故
車内人身事故（しゃないじんしんじこ）とは、公共交通機関の車内において、乗客が転倒したり車内設備に接触したりすることによって負傷する事故であり、交通事故の一種である。

## 概要
車内人身事故は車内事故とも言い、バスなどの旅客自動車の車内において発生する乗客の事故や乗降時の事故のことであり、単独事故とされる。バスにおける事故のうち約3割を占めており、2019年には日本全体で318件のバスの車内人身事故が発生している。

## 原因
車内人身事故が起こる原因として旅客側と事業者側それぞれに下記のような原因が挙げられる。また、それ以外の原因もある。

### 旅客側
- 不意な車内移動
- 車内で立っているにもかかわらず、どこにも掴まっていない
- 座席に座っているものの、深く腰を掛けていない
- 体力や身体的事情によって手すりに掴まることができない

### 事業者側
- 運転者の車内動向確認不十分
- 運転者の開閉装置操作未熟による挟み込み
- 運行ダイヤを守るための運転者による急発進などの操作
- 運転者の運転操作未熟による車内動揺

### その他
- 歩行者の車道への飛び出し[4]
- 他車の危険な運転[5]

## 対策
旅客事業者側だけでなく、乗客の行動によっても車内人身事故を防ぐことができる。

### 旅客側
バスの乗車時には着席し、シートベルトがある場合はシートベルトを締めておくことで、バスの急制動時などに転倒や周囲との接触を避けることができる。席に座ることができない場合には、手すりを使うことで転倒のリスクを低減できる。バスの走行中は席や立ち位置の移動をせずに、降車する場合も、バスが停車してドアが開いてから移動することで転倒を防ぐことができる。

### 事業者側
乗客が転倒や接触をしないような運転を運転者が行うように、教育を行うことで、車内人身事故を防止できる。ダイヤにゆとりを持たせて、運転者の焦りを減らすことでも事故発生リスクの低減を図れる。
さらに、高齢者などが着席できるように優先席を設定したり、乗客に着席を促したりすることで、やむを得ず急停車した場合でも、事故を起こさないで済むようになる。事業者側から乗客への広報も重要となる。

### 行政側
国土交通省では、上記の旅客側や事業者側の対策を行えるように、日本バス協会に「車内事故防止キャンペーン」の実施を要請している。このキャンペーンは毎年7月に実施している。また、車両のユニバーサルデザインに関するガイドラインを策定し、デザインの面からも事故を低減する取り組みも行っている。

## 事故の責任
車内人身事故は他の交通事故と法律上区別はなく、通常の交通事故同様に原因となったものが刑事上、民事上、行政上の責任を負う。そのため、運転者が逮捕される場合や、運転免許証に関する行政罰を受けることがある。また、民事上の請求を受けることがあるが、被害者に安全に乗車していないなどの過失があると損害賠償が減額される場合もある。
旅客自動車の運転者以外についも、バスの急操作を誘発した他車の運転者が逮捕される場合がある。